# Fissidens ceylonensis
Fissidens ceylonensis är en bladmossart som beskrevs av Frans François Dozy och Molkenboer 1844. Fissidens ceylonensis ingår i släktet fickmossor, och familjen Fissidentaceae. Inga underarter finns listade i Catalogue of Life.